# Richard Laqueur
Richard Albrecht Laqueur (* 27. März 1881 in Straßburg, Deutsches Reich; † 25. November 1959 in Hamburg) war ein deutscher Althistoriker und Klassischer Philologe. Er bekleidete Lehrstühle für Alte Geschichte an den Universitäten Gießen (1912–1930), Tübingen (1930–1932) und Halle (1932–1936).

## Leben und Wirken
Richard Laqueur, ein Sohn des Augenarztes und Universitätsprofessors Ludwig Laqueur und dessen Ehefrau Marie Bamberger, besuchte bis 1898 das Gymnasium in Straßburg und studierte anschließend von 1898 bis 1903 klassische Philologie und Geschichte an den Universitäten Straßburg, Bonn und erneut Straßburg. Seine akademischen Lehrer waren Eduard Schwartz und Bruno Keil. 1899/1900 leistete er als Einjährig-Freiwilliger im Feldartillerieregiment in Straßburg Militärdienst. Laqueur war 1903/04 Assistent am Klassisch-philologischen Seminar und wurde im Jahr 1904 in Straßburg promoviert. Seine akademische Laufbahn wurde von Eduard Schwartz gefördert. Laqueur bereiste zu Studienzwecken Italien, Griechenland, Kleinasien, Spanien und Frankreich. 1907 erfolgte seine Habilitation für klassische Philologie und Hilfswissenschaften an der Universität Göttingen. 1908 übte er einen Lehrauftrag an der Universität Kiel aus. 1909 heiratete er. Im selben Jahr wurde er außerordentlicher Professor für Klassische Philologie an der Universität Straßburg. Weitere Berufungen erhielt er nach Kiel (1909), Basel (1910) und Groningen (1911), die er sämtlich ablehnte. 1912 wurde er stattdessen in Straßburg ordentlicher Professor. Noch im selben Jahr wechselte er als ordentlicher Professor an die Universität Gießen und blieb dort bis 1930.
Der deutsch-national gesinnte Laqueur beteiligte sich am Ersten Weltkrieg zunächst als Batterieoffizier, 1915 als Batterieführer sowie 1918 als Abteilungsführer. Im Krieg erhielt er hohe Auszeichnungen und Kriegsorden. Er wurde mit dem Eisernen Kreuz I. und II. Klasse, der Hessischen Tapferkeitsmedaille, dem Mecklenburgischen Militärverdienstkreuz und dem Hanseatenkreuz ausgezeichnet. Anfang des Jahres 1919 kehrte er nach Gießen zurück; 1923/24 war er Rektor der Gießener Universität. Er nahm außerdem am Ruhrkampf teil. Bis 1930 war er Mitglied der DVP. 1930 wurde er nach Tübingen berufen und verließ Gießen. Zwei Jahre später folgte er einem Ruf an die Universität Halle und wurde dort Nachfolger von Wilhelm Weber.
Aufgrund seiner hohen Auszeichnungen als Kriegsteilnehmer fiel er nach der nationalsozialistischen Machtübernahme 1933 zunächst noch unter das „Frontkämpferprivileg“; zum 1. Januar 1936 verlor er dann wegen seiner jüdischen Abstammung seinen Lehrstuhl in Halle.
Anfang 1939 emigrierte Laqueur in die USA. Dort fand er jedoch keine wissenschaftliche Stellung mehr. Er arbeitete in einer Handelsgesellschaft und lebte in sehr einfachen Verhältnissen. Ein Buch über Science and Imagination, das er damals verfasste, blieb unveröffentlicht. In seiner Freizeit betrieb er Shakespeare-Studien. Die US-amerikanische Staatsbürgerschaft erwarb er nicht. Nach Kriegsende bemühten sich die Universität Halle und die Universität Berlin darum, Laqueur wieder auf einen Lehrstuhl zu berufen. Die Rückkehr scheiterte 1947 jedoch am Einspruch durch die sowjetische Besatzungsmacht, beruhend unter anderem auf seiner ehemaligen Mitgliedschaft in der SA-Reserve II. Nach seiner Rückkehr aus den USA konnte er 1955 das Werk Shakespeares dramatische Konzeption veröffentlichen. 1952 ging er nach Hamburg und wurde dort 1959 zum Honorarprofessor ernannt.
Zu seinen Forschungsschwerpunkten zählten neben der griechischen und römischen Geschichte die Geschichte des hellenistischen und römischen Judentums und vor allem die antike Wirtschaftsgeschichte und Wirtschaftstheorien. Sehr früh konzentrierte er sich auf die antike Geschichtsschreibung des Hellenismus und der römischen Kaiserzeit. Er beschäftigte sich mit antiken Historikern wie Polybios (1913), Flavius Josephus (1920) und Eusebius (1929). Weitere Studien galten politischen Problemen der römischen Geschichte (der Statthalterschaft Caesars, über den römischen Triumph und dem Toleranzedikt von Mailand). Für Paulys Realencyclopädie der classischen Altertumswissenschaft schrieb er zahlreiche Historiker-Artikel, unter anderem zu Nikolaos von Damaskus, Timagenes von Alexandria, Malchus von Philadelphia und Georgios Synkellos.
Heute weitgehend vergessen, gehörte Laqueur in den 1920er und frühen 1930er Jahren zu den führenden deutschen Althistorikern. In den nur wenigen Nachrufen wurde seine persönliche Umgänglichkeit und Gelehrsamkeit betont. Laqueurs bedeutendster Schüler war Fritz Moritz Heichelheim.

## Schriften (Auswahl)
- Polybius. Aalen 1974, ISBN 3-511-00290-7.
- Der jüdische Historiker Flavius Josephus. Ein biographischer Versuch auf neuer quellenkritischer Grundlage. 2. Auflage, Darmstadt 1970 (1. Auflage erschien bereits 1920) (Digitalisat).
- Shakespeares dramatische Konzeption. Tübingen 1955.
- Das Deutsche Reich von 1871 in weltgeschichtlicher Beleuchtung. Tübingen 1932.
- Epigraphische Untersuchungen zu den griechischen Volksbeschlüssen. Leipzig 1927.
- Diodors Geschichtswerk. Die Überlieferung von Buch I-V. Hrsg. v. Kai Brodersen (= Studien zur Klassischen Philologie. Band 71), Frankfurt/Main 1992.